# ARA Seguí (M-8)
El rastreador ARA Seguí (M-8) fue uno de los rastreadores de la clase Bathurst de la marina de guerra argentina; en servicio de 1923 a 1950.

## Historia
Fue construido por la Kaiserliche Marine (Alemania) durante la I Guerra Mundial, aunque no participó de ella. Fue adquirido en 1923 por la marina de guerra argentina y asignado a la Base Naval Río Santiago. Posteriormente cambió a buque de salvamento de submarinos en la Base Naval Mar del Plata de 1936 a 1950.
Radiado en 1950, fue cedido a un club náutico al año siguiente. En 1963 naufragó en el río Uruguay perdiéndosele.